# Irving L. Weissman
Irving Lerner Weissman (* 21. Oktober 1939 in Great Falls, Montana) ist ein US-amerikanischer Mediziner, Immunologe, Krebsforscher und Stammzellpionier.

## Leben
Weissman wuchs in Montana auf. Er machte zunächst 1961 seinen Bachelor of Science am Montana State College, 1965 promovierte er in Medizin an der Stanford University, wo er seitdem forscht und lehrt. Offiziell gehört er als Professor dem Fachbereich Pathologie der Medizinischen Fakultät an, ist aber auch Professor für Immunologie, Entwicklungsbiologie, Krebsforschung und (ehrenhalber) Neurochirurgie. Er leitet derzeit das Institut für Stammzellenbiologie und Regenerative Medizin und unterstützt auch das von ihm gegründete Krebsforschungszentrum, um an Krebsstammzellen zu forschen.
Weissman ist seit Jahrzehnten ein weltweit anerkannter Immunologe und hat schon vor vielen Jahrzehnten klassische molekular- und zellbiologische Methoden mitentwickelt. Sein Labor entwickelte auch neuere Methoden, um 1988 erfolgreich blutbildende Stammzellen aus der Maus und später auch beim Menschen zu vereinzeln. Darüber hinaus unterhält er auch ein kleines Meereslabor, in dem die Entwicklungsbiologie und Genetik eines einfachen, koloniebildenden Meerestierchens (Botryllus schlosseri) als Paradebeispiel für eine in der Natur vorkommende Transplantatbildung und -abstoßung bzw. immunologische Toleranz als Modell der menschlichen Transplantatabstoßung erforscht wird. Frühere und aktuelle Forschung beschäftigen sich auch mit Zelladhäsion vorwiegend von Leukozyten und dem Metastasierungsverhalten von Tumorzellen.
Außerhalb der Immunologie wurde Weissman in den letzten Jahren auch einer breiten Öffentlichkeit bekannt durch seinen politischen und ethischen Einsatz für die Freiheit der Stammzellforschung und die Übertragung von Forschungsergebnissen an adulten, blutbildenden Stammzellen auf viele andere Gewebe, insbesondere auf Stammzellen, die das Nervengewebe bilden. Ethisch hält er es für notwendig, adulte Stammzellen für oft schwerkranke Patienten, für die es bisher keine Therapie gibt, schneller zu erforschen und nutzbar zu machen. Dadurch ist Weissman auch über Kalifornien und seinen Vortrag und Diskussion als Experte für adulte Stammzellen im US-Senat hinaus in den Medien bekannt geworden. Außerdem übt er auch öffentlich Kritik an Medien und anderen Wissenschaftlern, wenn sie allzu leichtfertig über unseriöse bzw. fehlerhafte Stammzellergebnisse berichten.
Seine Labore erforschen heute weiterhin die Entwicklungsstadien und Genregulation der blutzellenbildenden Stammzellen und vieler anderer adulter Stammzellen von Mensch und Maus. Weissman propagiert auch sehr die Theorie der Krebs-Stammzelle, um künftige Krebstherapien mehr auf die Bekämpfung der Krebsstammzelle zu fokussieren und dadurch heutige Krebstherapien zu verbessern.
Weissman hat erfolgreich mehrere Biotech-Unternehmen gegründet, insbesondere SyStemix, StemCells und die Nachfolgeunternehmen von SyStemix. Bei einigen der ersten Gentechnikunternehmen war oder ist er als Berater tätig. Kalifornien zählt heute gerade auch wegen Weissman zu der weltweit führenden Region der (adulten) Stammzellforschung. Derzeit werden 3 Mrd. US-Dollar von privaten Investoren allein in Kalifornien in die Stammzellforschung investiert, so viel wie nirgendwo sonst auf der Welt. Viele seiner zahlreichen nationalen und internationalen Schüler wurden Professor an amerikanischen und europäischen Universitäten, gründeten eigene HighTech-Unternehmen oder erhielten Spitzenpositionen in renommierten Biotech-Unternehmen. Einer seiner frühen amerikanischen Schüler, Eugene C. Butcher wurde bereits mit dem schwedischen Crafoord-Preis ausgezeichnet, der für Gebiete vergeben wird, für die es keinen Nobelpreis gibt.

## Auszeichnungen
Zu vielen hochangesehenen Preisen gehört seine Auszeichnung als „California scientist of the Year 2002“, die auch viele kalifornische Nobelpreisträger erhalten haben. Für 1988 wurde ihm der Pasarow Award zugesprochen. 1989 wurde Weissman in die National Academy of Sciences, 1990 in die American Academy of Arts and Sciences und 2008 in die American Philosophical Society gewählt. 1990 wurde er Fellow der American Association for the Advancement of Science. In den Jahren 1994/1995 war er Präsident der American Association of Immunologists. 2008 wurde Weissman gemeinsam mit Hans R. Schöler und Shin’ya Yamanaka mit dem Robert-Koch-Preis ausgezeichnet. 2007 wurde Weissman an der Medizinischen Universität Innsbruck, Österreich, mit dem Ilse- & Helmut Wachter-Preis ausgezeichnet. 2004 erhielt er die Jessie Stevenson Kovalenko Medal, 2009 den Passano Award, 2013 die Max-Delbrück-Medaille und 2015 den Charles Rodolphe Brupbacher Preis für Krebsforschung. Für 2017 wurde ihm der Karl Landsteiner Memorial Award zugesprochen, für 2019 der Albany Medical Center Prize.

## Publikationen
Von seinen über 600 Publikationen sind weit über 100 auch in den wissenschaftlich renommiertesten Fachzeitschriften Cell, Science, Nature und PNAS erschienen.